# 海底熱水鉱床
海底熱水鉱床（かいていねっすいこうしょう）は海底にある熱水鉱床である。海底熱水鉱床は、海底のうち海嶺などマグマ活動のある場所に海水が染み込み、熱せられた海水によってマグマや地殻に含まれていた有用な元素が抽出され、この熱水が海底に噴出して冷却される事によって沈殿して生成する鉱床である。
好熱菌など特異な環境で生息する生物も存在する。また、それらを生産者とする特異な生物群集があることも知られている。